# Italia Donati
Italia Donati (Cintolese, 1º gennaio 1863 – Porciano, 31 maggio 1886) è stata un'insegnante italiana, vittima di una vicenda di diffamazione che la condusse al suicidio.

## Biografia
Nacque a Cintolese (ora frazione di Monsummano Terme), figlia del fabbricante di spazzole Gaspero Donati. Dimostrò un'attitudine allo studio sufficiente per aspirare a un posto da insegnante elementare, e, nel 1882, al secondo tentativo, superò l'esame di abilitazione. Fu assegnata a una frazione del comune di Lamporecchio, il paesino di Porciano, che distava una decina di chilometri da Cintolese, dove la donna prese servizio nel settembre 1883.
Giunta nel borgo, fu subito sottoposta alle pressioni del sindaco, Raffaello Torrigiani, suo datore di lavoro secondo la Legge Coppino del 1877, e si sistemò in una delle sue abitazioni, subendo pesanti avance, alle quali riuscì tuttavia a sottrarsi.
Ben presto si trovò a dover fare i conti con l'ostilità della comunità dalla quale, priva di qualsiasi difesa, dovette subire accuse oltraggiose, additata come una poco di buono.
Nell'estate 1884, un magistrato di Pistoia si vide recapitare una lettera anonima che accusava la donna di aver abortito illegalmente con l'aiuto del sindaco. Torrigiani fu costretto a dimettersi, ma per Italia Donati le conseguenze furono devastanti. Malgrado la polizia non trovasse alcuna prova contro di lei e lei medesima si fosse offerta ad accertamenti medici che potessero confermare la sua castità, questi non le vennero concessi e l'ostilità nei suoi confronti non ebbe più freni.
Mentre la sua salute risentiva della tensione, si diffuse la voce che era di nuovo incinta: lo provavano, per gli accusatori, il pallore e i sudori. Chiese di essere trasferita in un'altra scuola della zona, cosa a cui l'amministrazione comunale acconsentì nella primavera del 1886. Ma la cattiva fama l'aveva preceduta, e la nuova comunità non celò la sua irritazione nel vedersi imporre la presenza di una donna così svergognata.
La sera del 31 maggio 1886 Italia Donati scrisse un breve biglietto d'addio, destinato ai genitori, in cui si discolpava e si difendeva. Al fratello, Italiano Donati, scrisse le seguenti parole:
( Carlo Paladini, Le sventure di Italia Donati, in Corriere della Sera, 10-11 giugno 1886.)
Camminò nel buio fino alla gora del vecchio mulino ad acqua sul fiume Rimaggio, poco fuori dal paese, fermò le sottane con due spille da balia (voleva scongiurare l'umiliazione di venire trovata con le gambe scoperte), e si lanciò nelle acque con un salto. L'autopsia confermò che era morta vergine.
Nel biglietto Italia chiedeva di essere seppellita nel paese in cui era nata e non a Porciano,
( Graziella Gaballo, Enciclopedia delle donne, s.d..)
Tuttavia, la sua famiglia non poteva permettersi il trasferimento della salma e fu dunque organizzato un modesto funerale. Essendo morta suicida, il parroco era tenuto a farla seppellire fuori dal cimitero, cosa che non fece per rispetto alla famiglia. Italia Donati venne seppellita nell'angolo più lontano del cimitero, vicino al muro di cinta, con solo le iniziali sulla croce.
Tuttavia, quando la popolazione di Cintolese venne informata della verginità e dell'innocenza di Italia, promosse una sottoscrizione per coprire le spese di trasferimento.
Il Corriere della Sera mandò un reporter, Carlo Paladini, a indagare. La storia suscitò scalpore e spronò Matilde Serao a pubblicare un articolo in cui denunciava la terribile condizione delle maestre di scuola, mentre il Corriere della Sera documentava le lettere di solidarietà alla giovane donna che pervenivano da tanti insegnanti elementari.
Fu lanciata una sottoscrizione per coprire le spese del trasporto della salma e della tumulazione a Cintolese, che superò la cifra inizialmente prevista e venne donata alla famiglia in segno di risarcimento. Il 4 luglio si compì la cerimonia, con tanto di dignitari e una folla di popolo. Sulla tomba fu collocata un'elegante lapide di pietra nera con l'iscrizione in lettere dorate, che era stata pagata dal Corriere. Vi si leggeva:
A lei è stata intitolata la scuola elementare "Italia Donati" di Cintolese.

## Italia Donati nella letteratura e nel teatro
- Nel racconto La maestrina, pubblicato postumo nel 1921, Renato Fucini descrive una vicenda simile, per certi aspetti, a quella di Italia Donati (R. Fucini, Tutti gli scritti, Trevisini, 1961, pp. 166–175.
- Nel 2003 Elena Gianini Belotti pubblicò il romanzo Prima della quiete, in cui racconta la storia di Italia Donati[8].
- Nel 2012 Claudio Vittone scrisse lo spettacolo teatrale Italia Donati, maestra ispirato alla sua vicenda, messo in scena dalla compagnia teatrale teatrovillaggioindipendente di Settimo Torinese (Torino).
- Nel 2019 Simona Vannelli ha sceneggiato e diretto lo spettacolo teatrale "La maestra dal grembiule rosso" ispirato alla triste storia di Italia Donati e messo in scena dalla compagnia teatrale La Compagnia degli Aironi https://www.facebook.com/profile.php?id=100057717780565 Lo spettacolo fu presentato anche nell'ambito del cartellone off del Festival "L'eredità delle donne" diretto da Serena Dandini, nell'ottobre 2019, https://www.facebook.com/ereditadelledonne e messo in scena presso il suggestivo salone degli archi della Dogana del Capannone a Ponte Buggianese https://www.facebook.com/pages/Dogana%20del%20Capannone/1031760673532903/

"Il cammino del progresso è lungo e difficile: i pregiudizi sono sempre in agguato ed uccidono al pari delle bombe". (cit.)